# Ан-Бе-20
Ан-Бе-20  — проєкт пасажирського літака. Розроблений ДКБ Берієва спільно з АНТК імені Олега Антонова із залученням конструктора двигунів Івченка О.Г. для заміни застарілих поршневих літаків Лі-2, Іл-12 та Іл-14.

## Історія
У 1960-х рр. авіаційна промисловість СРСР потребувала заміни поршневих Лі-2, Іл-12, Іл-14 найсучаснішою моделлю пасажирського літака малої місткості для використання в місцевому авіасполученні. У відповідь на державний циркуляр до роботи приступило ДКБ Берієва, яке недавно закінчило розробку Бе-12, однак не мало досвіду конструювання пасажирських літаків. Таким досвідом володіло ДКБ Антонова. Також було залучено конструктора двигунів О.Г. Івченка, який прагнув випробувати на невеликому літаку своє нове дітище ― АІ-25. Паралельно, конструкторським бюро Яковлєва взято в розробку модель Як-40.

## Конструкція
Згідно з державним замовленням, проєктований літак повинен мати три реактивні двигуни, пасажиромісткість має відповідати класу Лі-2 та Іл-14, однак крейсерська швидкість повинна становити 620—640 км/год і має бути комфортний салон згідно з вимогами того часу.
У співпраці конструкторських бюро було розроблено аванпроєкт, у якому для експлуатації на коротких ґрунтових ЗПС було передбачено широке і довге крило, високопродуктивне шасі з пневматиками низького тиску (3,5—4 кгс/см2). Двигуни передбачені у хвостовій частині з метою звільнення профілю крила та зменшення шуму в салоні.
Компонування салону включало в себе двомісну кабіну, буфет, туалет, гардероб і багажне відділення, а також пасажирський салон на 24 місця. Передбачено також вбудований трап в передній частині фюзеляжу.
Конструктори створили повнорозмірний макет моделі, який відправили у ДКАТ. Однак ця модель не дістала подальшої підтримки від держави, чиновники віддали перевагу Як-40. Ще на етапі конструювання Олег Антонов висловив сумнів у доцільності тридвигунової схеми для такого розміру літака, однак керівництво СРСР наполягло на своєму.

## Фотографії
Див.  [Архівовано 21 грудня 2016 у Wayback Machine.], картосхема аванпроєкту [Архівовано 9 січня 2017 у Wayback Machine.]

## Технічні характеристики
| Розмах крила, м               | 22,60                   |
| Довжина, м                    | 19,22                   |
| Висота, м                     | 6,50                    |
| Площа крила, м2               |                         |
| МЗМ, кг                       | 10 000                  |
| Двигун                        | АІ-25                   |
| Тяга, кгс                     | 3 х 1350                |
| Крейсерська швидкість, км/год | 640                     |
| Дальність, км                 | 850                     |
| Екіпаж                        | 2                       |
| Корисне навантаження          | 24 пасажири або 2700 кг |

## Поклики
1. ↑  Антонов, Бериев Ан-Бе-20. www.airwar.ru. Архів оригіналу за 21 грудня 2016. Процитовано 21 грудня 2016.
2. ↑  Постанова ЦК КПРС/РМ СРСР від 06.08.1964 р.
3. ↑  Наказ ДКАТ від 24.08.1964 р.